# Linea 2 (metropolitana di Baku)
La linea 2 della metropolitana di Baku è una delle tre linee di metropolitana che servono la città di Baku, in Azerbaigian.